# Hipopotamul William
Hipopotamul William (sau doar William; engleză William the Faience Hippopotamus, William the Hippopotamus sau William the Hippo) este o statuetă de faianță egipteană în forma unui hipopotam din Regatul Mijlociu, aflată acum în colecția Muzeului Metropolitan de Artă din New York, unde e o mascotă informală a muzeului. Găsit într-un puț asociat cu capela mormântului egiptean superior al lui „Steward, Senbi”, în ceea ce este acum Meir, William datează din c. 1961 î.Hr. – c. 1878 î.Hr., din timpul domniei lui Senusret I și Senusret al II-lea. Această statuetă de 20 cm făcută din faianță egipteană, un material fără argilă, a devenit populară nu numai pentru aspectul său drăguț, ci și pentru că caracteristicile sale definitorii ilustrează multe dintre cele mai evidente fațete ale producției meșteșugărești din Egiptul antic din această perioadă.
William este doar unul dintre mai multe obiecte asociate cu mormântul lui „Steward, Senbi”, care au fost achiziționate de Muzeul Metropolitan în 1917. Conform Buletinului Muzeului din acel an, hipopotamul ăsta este un „exemplu deosebit de bun al unui tip găsit, în comun cu diferite alte forme de animale, printre mobila funerară a mormintelor din Regatul Mijlociu” și, de asemenea, o piesă exemplară de faianță egipteană. William poate să fie văzut în Galeria 111 a Muzeului Metropolitan de Artă din New York City.

## Faianța egipteană
Legat de sticlă în măsura în care atinge un aspect „vitros”, faianța egipteană era, conform lui David F. Grose, „un material fabricat din cuarț pudrat acoperit cu un adevărat strat vitros”. În mod semnificativ mai poros și maleabil decât sticla propriu-zisă, faianța ar putea să fie modelată manual sau turnată în matrițe pentru crearea de vase sau alte obiecte. În timp ce materii prime similare sunt implicate atât în crearea faianței, cât și a sticlei (cuarț zdrobit sau nisip amestecat cu var și fie natron, fie cenușă vegetală), faianței îi lipsește în cele din urmă structura cristalină rigidă a sticlei moderne. În mod semnificativ, atât sticla cât și faianța au fost folosite, cunform lui Paul T. Nicholson, ca să imite pietrele semiprețioase în materiale mai puțin costisitoare, ambele fiind apreciate pentru frumusețea și durabilitatea lor. Chiar dacă nu e ceramică pe o definiție strictă, deoarece nu conține argilă, faianța e adesea tratată ca ceramică.
Statueta asta demonstrează importanța unei varietăți de stiluri iconografice în practicile de înmormântare din epoca Regatului Mijlociu. După cum scrie Nicholson, figurile animalelor erau obișnuite în această perioadă și „figurinele de hipopotami, de obicei decorate cu plante acvatice, simbolizau probabil proprietățile revitalizante ale Nilului”. E posibil să fi avut un fel de semnificație religioasă, pentru că au fost uneori asociate cu una dintre formele lui Seth. Pentru că nu toate statuetele de hipopotam din epoca asta au fost pictate în mod elaborat, William este un exemplu deosebit de important; el a fost „acoperit cu o ornamentație în linie neagră de flori de lotus, muguri și frunze” ca să-și semnaleze „împrejurimile naturale printre câmpiile Nilului”. După cum sa menționat în rezumatul Muzeului Metropolitan, hipopotamul era unul dintre  cele mai amenințătoare animale pentru vechii egipteni și, în cazul ăsta, trei dintre picioarele lui William au fost probabil rupte în mod intenționat ca să-l împiedice să facă rău decedatului în viața de apoi (muzeul a restaurat respectivele picioare).

## Numele
La începutul secolului XX, căpitanul H. M. Raleigh și familia sa dețineau o poză a hipopotamului și începeau să-l numească William. Raleigh a publicat un articol despre hipopotam pentru revista Punch pe 18 martie 1931, în care scria: „El e descris pe spatele cadrului ca „Hipopotam cu Flori de Lotus, Muguri și Frunze, Dinastia al XII-a (aproximativ 1950 î.Hr.), Seria VII, Numărul i, Faianță Egipteană;” dar pentru noi el este pur și simplu William.” Articolul a fost retipărit în Buletinul Muzeului Metropolitan de Artă în iunie 1931, iar numele a rămas. În 1936, Met (nume scurt pentru Muzeul Metropolitan) a lansat o carte intitulată, William and his Friends: A Group of Notable Creatures in Metropolitan Museum of Art (William și Prietenii săi: Un Grup de Creaturi Notabile în Muzeul Metropolitan de Artă). De atunci, William a continuat să apară în unele logouri și mărfuri pentru copii și adulți ale muzeului. Met a început să vândă reproduceri turnate ale lui William în anii 1950, care azi sunt fabricate de M. Hart Pottery.